# Lisle (Loir-et-Cher)
Lisle ist eine französische Gemeinde mit 186 Einwohnern (Stand: 1. Januar 2022) im Département Loir-et-Cher in der Region Centre-Val de Loire. Sie gehört zum Kanton Le Perche und zum Arrondissement Vendôme. Die Einwohner werden Lislois genannt.

## Geografie
Lisle liegt am Loir, etwa 31 Kilometer nordnordwestlich von Blois in der Landschaft Le Perche. Umgeben wird Lisle von den Nachbargemeinden La Ville-aux-Clercs im Norden, Busloup im Nordosten, Pezou im Osten, Saint-Firmin-des-Prés im Süden und Südwesten sowie Rahart im Westen.

## Bevölkerungsentwicklung
| Jahr                       | 1962 | 1968 | 1975 | 1982 | 1990 | 1999 | 2006 | 2018 |
| -------------------------- | ---- | ---- | ---- | ---- | ---- | ---- | ---- | ---- |
| Einwohner                  | 137  | 146  | 125  | 157  | 191  | 194  | 214  | 195  |
| Quellen: Cassini und INSEE |      |      |      |      |      |      |      |      |

## Sehenswürdigkeiten
- Kirche Saint-Jacques
- Schloss L'Épau aus dem 17. Jahrhundert